# Jan Vaerman

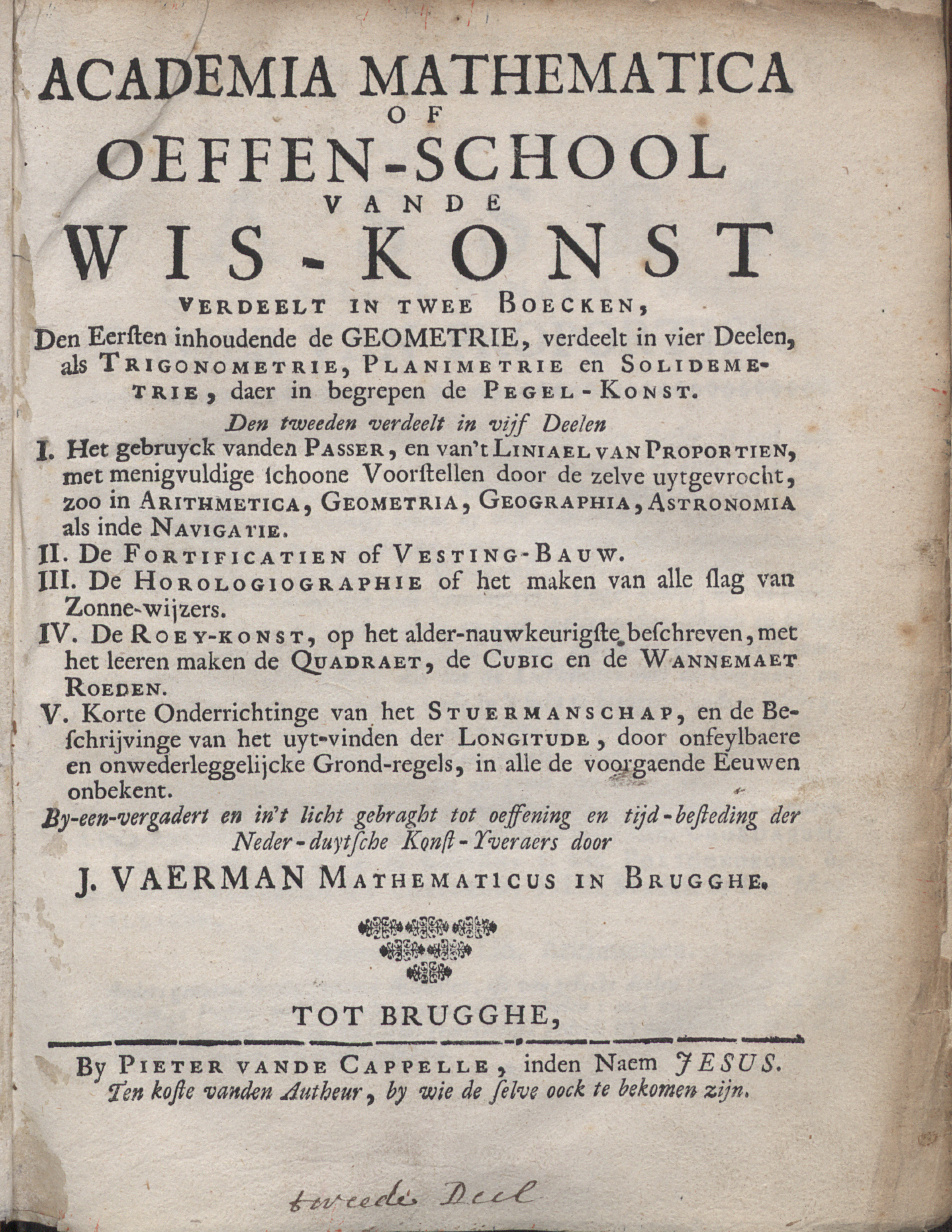
Academia Mathematica of Oeffen-school vande Wis-konst, 1719

Jan Vaerman, né le 26 avril 1653 à Erembodegem et mort le 10 mai 1731 à Bruges, est un mathématicien flamand,.
Il enseigne comme instituteur, d'abord à Bruges, puis, de 1693 à 1717, à Thielt. Il a écrit sur la grammaire française, l'arithmétique, la géométrie, la trigonométrie et la planimétrie.

## Œuvres
- (nl + fr) Ontledingh der Fransche spraeck-konst. L'anatomie de la grammaire françoise, Bruges, Franciscus Van Heurce, 1699 (lire en ligne)
- (nl) Academia Mathematica of Oeffen-school van de Wis-konst, Bruges, Pieter vande Cappelle, 1719 (lire en ligne)